# 王金帶
王金帶為大正13年（1924年—）出生於日治臺灣高雄州鳳山郡大樹姑婆寮（今高雄市大樹區姑山里）的荔枝果農，為改良荔枝品種，研發出使臺灣著名荔枝品種玉荷包能量產的技術，因此被稱做「玉荷包之父」。

## 生平
日治時期大樹一帶主要種植鳳梨，1950年代荔枝引進臺灣，部分果農開始改種荔枝，包含時二十多歲的王金帶；當時主要種植的品種為黑葉荔枝，可是該品種皮厚、肉薄、子大，且枝栽也不便宜，結果率只有兩三成，競爭力不足；經過王金帶研究改良後，使結果率上升至七八成。然而後來黑葉荔枝市場出現瓶頸，價格開始下跌，王金帶開始改種植當時的新品種；皮薄、子小又甜的玉荷包；但是玉荷包太會開花，落果率很高，導致產量難以起來，其他果農紛紛棄種；而王金帶經過兩年的研發，對溫度、濕度、雨量研究，以及在開花時減去八成的花蕊，發展出了「王氏剪枝法」，使玉荷包能有穩定的產出。
王金帶研發出了獨特的剪枝法後，不藏私而分享給家鄉其他的果農，逐漸荔枝產量越來越高，慢慢讓大樹享有「玉荷包的故鄉」的美譽，荔枝栽種面積占全高雄的85%，也是全臺最大的玉荷包產地；王金帶也因此被人讚譽為「玉荷包開山始祖」、「荔枝王」、「荔枝博士」；也受到高雄市政府農業局的重視，與其他幾位重要的農業貢獻者陸續拍了介紹農業達人的故事影片，甚至成為論文的研究對象。
爾後王金帶繼續將玉荷包改良，並積極與貿易商合作，將之外銷至國外，如美國、加拿大，之後轉戰日本、香港、東南亞、菲律賓等地，成為臺灣重要的外銷水果。中國大陸海南省曾派人希望王金帶能赴大陸幫忙改良當地的原產妃子笑品種，王金帶不願大陸偷走技術造成衝擊臺灣而拒絕；然而之後仍有大樹其他果農將此技術帶至大陸，並使大陸的妃子笑產量大幅上升，導致玉荷包的價格大跌。